# 全農物流
全農物流株式会社（ぜんのうぶつりゅう）は、JA全農グループの物流会社。2007年12月1日にエーコープラインから現社名に変更した。米穀・農産物・飼料・農業資材などの輸送を行う。

## 取扱品目
数量ベースでは飼料が約45%を占め、米穀22%、酪農と肥料・農薬各7%と続く。収入ベースでは、米穀が約36%、飼料18%、酪農14%、園芸・農産9%となっている。
米穀・農産物物流
協力会社の利用運送事業により、産地のJA倉庫から消費地の倉庫や精米工場・加工工場への輸送を行うほか、全国6ヶ所の自社倉庫および協力会社の倉庫で農産物の定温保管を行う。
飼料物流
協力会社により、港湾サイロから飼料工場への原料輸送、飼料工場から農家やJAへの製品輸送を行う。
酪農物流
協力会社により、酪農家から乳業工場への原料乳の輸送を行う。
JA・資材物流
JA物流センターから農家へ、農業資材の3PL輸送を行うほか、エーコープ店舗への商品配送、出荷拠点での庫内作業を行う。

## 業態
倉庫事業
秋田県秋田市、埼玉県久喜市、新潟県新潟市、茨城県大洗町、愛知県名古屋市、兵庫県神戸市、佐賀県鳥栖市の自社倉庫および協力会社の倉庫で、米穀や農産物の定温保管を行う。神戸には冷蔵倉庫も保有している。
陸上輸送事業
協力会社のトラックやJRコンテナによる利用運送事業を行っている。米穀用フレキシブルコンテナバッグや、生乳用タンクコンテナなども採用している。
海上輸送事業
内航船を使った利用運送事業のほか、中国・インドネシア・マレーシアから日本へ肥料・飼料原料を運ぶ近海輸送、輸入穀物・肥料などを港湾サイロから各地の飼料・肥料工場へ、また米穀を国内産地から消費地へ運ぶ内航輸送を行っている。近海輸送は年間約25万トン、内航輸送は約180万トンの取扱いがある。内航輸送は自社船2隻、定期船9隻、委託船2隻を使用している。

## 沿革[2]
- 1971年3月 - 株式会社エーコープラインを設立（本社：大手町・農協ビル）。
- 1975年3月 - 本社事務所を日立ビルに移転。
- 1987年4月 - 全社オンライン業務システム稼働（倉庫・陸上輸送・海上輸送・未収／未払管理）。
- 1988年7月 - 全社オンライン会計情報システム稼働。
- 2005年7月 - 本社を名古路ビルに移転。
- 2007年12月 - 社名を全農物流株式会社に変更。
- 2013年 4月 - 全農青果サービス株式会社から一部事業の譲受を受ける。